# Wojciech Frank
Wojciech Włodzimierz Frank (ur. 15 stycznia 1962 w Wodzisławiu Śląskim) – polski polityk, samorządowiec, przedsiębiorca, poseł na Sejm III kadencji.

## Życiorys
Ukończył w 1987 studia na Wydziale Budownictwa Lądowego Politechniki Śląskiej. W latach 80. pracował jako górnik i kierownik budowy. W latach 1990–1993 kierował Komitetem Obywatelskim w Jastrzębiu-Zdroju, następnie pełnił funkcję zastępcy prezydenta miasta. Od lat 90. jest nieprzerwanie radnym rady miasta, w latach 2002–2006 był jej przewodniczącym, w 2006 został wybrany na następną kadencję.
Był także posłem III kadencji z listy Akcji Wyborczej Solidarność. Bez powodzenia ubiegał się o reelekcję, a po zakończeniu pracy w parlamencie zajął się działalnością gospodarczą, prezesuje obecnie zarządowi firmy „Transbud Katowice”.
Należał do Ruchu Społecznego AWS, a od 2004 do 2007 do Platformy Obywatelskiej. W 2006 mandat radnego uzyskał z ramienia lokalnego komitetu (za start z jego ramienia został wykluczony z PO). W 2010 nie utrzymał go na kolejną kadencję.

## Życie prywatne
Żonaty (żona Wioletta), ma syna Maksymiliana i trzy córki (Karolinę, Julię i Antoninę).